# TNT Express
TNT Express var en international kurérvirksomhed med hovedkvarter i Hoofddorp, Nederlandene.
26. maj 2011 blev TNT Express delt fra sit moderselskab TNT N.V. og børsnoteret på Euronext Amsterdam. TNT N.V. skiftede efterfølgende navn til PostNL.
I 2016 blev TNT Express opkøbt af amerikanske FedEx, hvorefter TNT Express blev fusioneret.